# ATF4
ATF4 (англ. Activating transcription factor 4) – білок, який кодується однойменним геном, розташованим у людей на короткому плечі 22-ї хромосоми. Довжина поліпептидного ланцюга білка становить 351 амінокислот, а молекулярна маса — 38 590.
| 10         |  | 20         |  | 30         |  | 40         |  | 50         |
| ---------- |  | ---------- |  | ---------- |  | ---------- |  | ---------- |
| MTEMSFLSSE |  | VLVGDLMSPF |  | DQSGLGAEES |  | LGLLDDYLEV |  | AKHFKPHGFS |
| SDKAKAGSSE |  | WLAVDGLVSP |  | SNNSKEDAFS |  | GTDWMLEKMD |  | LKEFDLDALL |
| GIDDLETMPD |  | DLLTTLDDTC |  | DLFAPLVQET |  | NKQPPQTVNP |  | IGHLPESLTK |
| PDQVAPFTFL |  | QPLPLSPGVL |  | SSTPDHSFSL |  | ELGSEVDITE |  | GDRKPDYTAY |
| VAMIPQCIKE |  | EDTPSDNDSG |  | ICMSPESYLG |  | SPQHSPSTRG |  | SPNRSLPSPG |
| VLCGSARPKP |  | YDPPGEKMVA |  | AKVKGEKLDK |  | KLKKMEQNKT |  | AATRYRQKKR |
| AEQEALTGEC |  | KELEKKNEAL |  | KERADSLAKE |  | IQYLKDLIEE |  | VRKARGKKRV |
| P          |  |            |  |            |  |            |  |            |

A: Аланін

C: Цистеїн

D: Аспарагінова кислота

E: Глутамінова кислота

F: Фенілаланін

G: Гліцин

H: Гістидин

I: Ізолейцин

K: Лізин

L: Лейцин

M: Метіонін

N: Аспарагін

P: Пролін

Q: Глутамін

R: Аргінін

S: Серин

T: Треонін

V: Валін

W: Триптофан

Кодований геном білок за функціями належить до активаторів, фосфопротеїнів. 
Задіяний у таких біологічних процесах, як транскрипція, регуляція транскрипції, біологічні ритми. 
Білок має сайт для зв'язування з ДНК. 
Локалізований у клітинній мембрані, цитоплазмі, цитоскелеті, ядрі, мембрані.